# 파란다이커
파란다이커(Philantomba monticola)는 숲에서 서식하는 작은 다이커의 일종이다. 중앙아프리카와 남아프리카공화국에서 발견된다. 어때 높이는 약 35cm이고 몸무게는 4kg 정도이다.